# Saison 11 de X-Files : Aux frontières du réel
Chronologie
Saison 10
Cet article présente le guide des épisodes de la onzième saison de la série télévisée américaine X-Files : Aux frontières du réel, diffusée du 3 janvier au 21 mars 2018 sur le réseau Fox et en simultané au Canada sur le réseau CTV.
 Dans les pays francophones, la saison a été diffusée en Suisse du 2 avril 2018 au 16 avril 2018 sur RTS Un, en France du 7 avril 2018 au 21 avril 2018 sur M6 et à partir du 8 juin 2021 sur Club RTL pour la Belgique.

## Distribution

### Acteurs principaux
- Gillian Anderson (VF : Danièle Douet) : Dana Scully
- David Duchovny (VF : Georges Caudron) : Fox Mulder
- Mitch Pileggi (VF : Jacques Albaret) : Walter Skinner

### Invités
- Robbie Amell (VF : Anatole de Bodinat) : l'agent Miller (épisode 1)
- Lauren Ambrose (VF : Barbara Kelsch) : l'agent Einstein (épisode 1)
- William B. Davis (VF : Jacques Brunet) : l'homme à la cigarette (épisodes 1, 5 & 10)
- James Pickens Jr. : Alvin Kersh (épisodes 6 & 10)
- Chris Owens : Agent spécial Jeffrey Spender (épisode 1 et 10)
- Annabeth Gish (VF : Véronique Augereau) : Monica Reyes (épisode 1 et 10)
- Joel McHale (VF : Alexis Victor) : Tad O'Malley (épisode 10)
- Dean Haglund : Richard Langly (épisode 2)
- Miles Robbins (VF : Thomas Sagols) : William/Jackson Van De Kamp (épisodes 1 (caméo), 5 & 10)
- Madeleine Arthur : Sarah Turner (épisodes 5 & 10)
- Sarah Jeffery (VF : Camille Donda) : Brianna Stapleton (épisodes 5 & 10)
- Barbara Hershey (VF : Blanche Ravalec) : Erika Price (épisodes 1, 2 & 10)

 Source et légende : version française (VF) sur RS Doublage

## Production

### Tournage
Le tournage de cette saison se déroule dans la région de Vancouver, où ont été tournées les cinq premières saisons de la série ainsi que la dixième.

## Épisodes

### Épisode 1:La Vérité est ailleurs,3epartie
- États-Unis /  Canada : 3 janvier 2018 sur Fox[3] / CTV
- Suisse : 2 avril 2018 sur RTS Un
- France : 7 avril 2018 sur M6

- États-Unis : 5,15 millions de téléspectateurs[4] (première diffusion)
- Canada : 1,351 million de téléspectateurs[5] (première diffusion + différé 7 jours)
- France : 1,49 million de téléspectateurs[6] (première diffusion)

- William B. Davis (l'homme à la cigarette)
- Annabeth Gish (Monica Reyes)
- Chris Owens (Agent spécial Jeffrey Spender)
- Lauren Ambrose (l'agent Einstein)
- Robbie Amell (l'agent Miller)
- Barbara Hershey (Erika Price)
- Anjali Jay (Docteur Joyet)
- A.C. Peterson (Monsieur Y)
- Miles Robbins (William / Jackson Van De Kamp)

- C.G.B. Spender, alias l'homme à la cigarette, révèle pour la première fois son nom en entier : Carl Gerhard Bush Spender.
- Cet épisode marque le retour de Jeffrey Spender (Chris Owens), dont la dernière apparition remonte à la fin de la saison 9.
- Le tagline change, et pour la première fois avec un effet visuel : de la disparition en fondu de « La vérité est ailleurs », « est » demeure et se décale sur la ligne de texte pour faire apparaître un nouveau message, « Le mensonge est ici ».

### Épisode 2:Une vie après la mort
- États-Unis /  Canada : 10 janvier 2018 sur Fox / CTV
- Suisse : 2 avril 2018 sur RTS Un
- France : 7 avril 2018 sur M6

- États-Unis : 3,95 millions de téléspectateurs[7] (première diffusion)
- Canada : 1,197 million de téléspectateurs[8] (première diffusion + différé 7 jours)
- France : 1,19 million de téléspectateurs[6] (première diffusion)

- Barbara Hershey (Erika Price)
- Sandrine Holt (Dr Karah Hamby)
- Andre Roshkov (Commandant Al)
- Dean Haglund (Richard Langly)
- Dejan Loyola (Agent Colquitt)
- Dean Friss (La mauviette)

- C'est la première et unique fois de la série que Ringo Langly, membre cofondateur et jusque-là indissociable des Bandits solitaires (avec Melvin Frohike et John Byers), apparaît sans le reste de sa bande (les deux autres n’étant présents que sur la photographie encadrée chez Mulder).
- Dans la copie de la photo des Bandits solitaires chez Mulder, on aperçoit une quatrième silhouette en arrière-plan, en haut à droite : il s'agit de This Man, un homme qui, d'après une légende urbaine répandue sur Internet, apparaîtrait sous une même apparence dans les rêves de gens qui ne se seraient jamais rencontrés ni concertés.
- Le tagline change : « Accuse tes ennemis de ce dont tu es coupable ».
- Scully rappelant les événements de N'abandonnez jamais à Muller qui en était totalement absent, elle apprend également que le virus mortel auquel les Bandits solitaires furent exposés alors est la souche la plus dangereuse du virus Marburg. Toutefois, elle affirme à Mulder l'incinération de leurs corps bien qu'ils furent pourtant inhumés à Arlington dans des cercueils.
- Les épitaphes de certaines tombes d'Arlington affichées explicitement à l'écran portent des noms de personnes liées de près ou de loin à la série, en hommage et/ou par plaisanterie : Terry Hutcheson, Maximilian Lyman, Julie Ng (productrice du documentaire The X-Files: Re-Opened ainsi que des contenus supplémentaires des saisons 10 et 11) et George Donald Rivers (ami personnel de la famille du réalisateur‑scénariste).
- Les épitaphes des Bandits solitaires indiquent des date et lieu de naissance pour chacun, qui correspondent tous les trois aux dates de décès d'un président américain :
  - John Fitzgerald Byers (mal orthographié « Fitgerald » sur la tombe), en Virginie le 22 novembre 1963 (date de l'assassinat du président Kennedy) ;
  - Melvin Frohike, dans le Michigan le 12 avril 1945 (date de décès du président Roosevelt) ;
  - Richard Langly (dont la stèle est à l'envers par rapport aux autres et la date de naissance, erronée), au Nebraska le 28 mars 1969 (date de décès du président Eisenhower). Mulder confirme que la date de naissance sur l'épitaphe de Langly est erronée, Ringo et lui étant nés le même jour (le 13 octobre).
- La date commune de décès indiquée sur l'épitaphe des Bandits solitaires est exactement la même que celle de première diffusion de l'épisode où ils trouvèrent la mort (N'abandonnez jamais) : le 21 avril 2002. Idem pour celle de Gorge profonde (13 mai 1994, date de première diffusion de Les Hybrides).
- La stèle de Gorge profonde, enterré là depuis la fin de la première saison, révèle ses vrais nom, date et lieu de naissance : Ronald Pakula, né au Texas le 20 novembre 1929 (qui est aussi la date de naissance réelle de son interprète, Jerry Hardin).
- La carte d'identification du FBI aperçue lors de la consultation des affaires non classées par Skinner, Mulder et Scully, est celle de Reggie Quelque Chose, homonyme du futur épisode L'Effet Reggie (4e de la saison).
- L'intrigue et le lien entre Langly et Hamby rappellent l'épisode Clic mortel.

### Épisode 3:Les Jumeaux diaboliques
- États-Unis /  Canada : 17 janvier 2018 sur Fox / CTV
- Suisse : 2 avril 2018 sur RTS Un
- France : 7 avril 2018 sur M6

- États-Unis : 3,95 millions de téléspectateurs[9] (première diffusion)
- Canada : 1,144 million de téléspectateurs[10] (première diffusion + différé 7 jours)
- France : 1,07 million de téléspectateurs[6] (première diffusion)

- Karin Konoval (Judy Poundstone / Chucky Poundstone)
- Benjamin Wilkinson (Dean Cavalier)
- Jared Ager-Foster (Arkie Seavers)
- Denise Dowse (Docteur Babsi Russel)
- Alison Araya (Infirmière Vickie Easton)
- Lossen Chambers (Infirmière Peggy Easton)
- Elizabeth Lavender (Serveuse séduisante)
- Thabo Ketshabetswe (Garde)
- Rhett Spencer (Premier gars)
- Kathryn Kirkpatrick (Réceptionniste)

- Un effet visuel en rapport avec l'intrigue est appliqué au tagline : le message se dédouble par effet de fondu.

### Épisode 4:L'Effet Reggie
- États-Unis /  Canada : 24 janvier 2018 sur Fox / CTV
- Suisse : 9 avril 2018 sur RTS Un
- France : 21 avril 2018 sur M6

- États-Unis : 3,87 millions de téléspectateurs[11] (première diffusion)
- Canada : 1,114 million de téléspectateurs[12] (première diffusion + différé 7 jours)
- France : 801 000 téléspectateurs[13] (première diffusion)

- Brian Huskey (Reggie Quelque Chose)
- Bill Dow (Panghorn)
- Stuart Margolin (Dr Thaddeus Q. Ils)
- Dan Zukovic (Martin)
- Keith Arbuthnot (Alien)
- Alex Diakun (Buddy / Le diable)
- Susan Wright (La mère de Reggie)
- Antonio Cayonne (Le premier agent du FBI)
- Wolsey Brooks (Le second agent du FBI)
- Ryan Hesp (Le premier acolyte)
- Shane Dean (Le second acolyte)
- Charles Andre (Détenu)

- Reggie Quelque Chose (Reggie Something en VO) était annoncé par la série bien avant son apparition physique : sa carte d'identification du FBI peut être entraperçue parmi les fichiers scannés des affaires non classées consultés par Skinner, Mulder et Scully dans l'épisode 2, Une vie après la mort.
- Reggie avance à Mulder pour le convaincre que le premier épisode de La Quatrième Dimension qu'il aurait vu enfant, s'intitulerait « Le Martien perdu » : clins d’œil au sobriquet de Mulder (« le Martien ») ainsi qu'à sa quête personnelle de vérité dans les précédentes saisons.
- Mulder et Scully parlent de la probabilité de confondre un épisode parmi deux séries télévisées comme La Quatrième Dimension et Au-delà du réel. Fait ironique : à l'époque de sa première diffusion dans les pays francophones, X-Files : Aux frontières du réel pouvait parfois être confondu (notamment à cause de la ressemblance des titres francophones, des genres télévisuels similaires ainsi qu'un développement et une présence au quotidien des TIC moindres par rapport au XXIe siècle) avec la série canado‑américaine Au-delà du réel (L'aventure continue); diffusée à la même époque.
- Mulder avoue à Scully avoir marqué un « X » à sa fenêtre : c'est la première fois depuis la reprise de la série qu'il réutilise ce procédé récurrent, qui lui servait de code tacite pour entrer en contact avec des informateurs.
- L'intrigue de l'épisode et la situation de Reggie, apparemment poursuivi par des hommes incarnant des silhouettes uniformes et menaçantes, rappellent le film australo‑américain Dark City. Le responsable du complot ultime est appelé « le Dr Ils » (Dr They en VO) : le pronom personnel « ils » est couramment utilisé pour désigner sans le nommer : un groupuscule, ou une organisation secrète voire désincarnée, ou des acteurs et/ou instigateurs indistincts ou indéterminés ; d'une conspiration présumée ou d'une machination quelconque.
- Le « Mengele » à qui Reggie Quelque Chose attribue la paternité du véritable nom de l'effet Mandela sur des motifs uchroniques, est le célèbre Todesengel (« L'Ange de la Mort »). Dans le même paradigme, il attribue la paternité du rasoir d'Ockham non pas à ce dernier, mais à Ötzi.
- L'acteur Bill Dow est un ancien de la série : en plus du rôle d'un épisode du Dr Rick Newton dans La Guerre des coprophages, il interprétait notamment le personnage du Dr Chuck Burks, un spécialiste et analyste en imagerie, contact de Mulder qui servait régulièrement de consultant au duo. Le trait d'humour que son personnage fait à propos de la figurine d'Evel Knievel est dû à la carrière et l'expérience du cascadeur.
- Le slogan provocateur They Can't Lick Our Dick de l'affiche de campagne de Richard Nixon en arrière-plan peut se traduire par « Ils ne peuvent pas nous sucer la bite ».
- À partir de la révélation de Reggie qu'il serait lui aussi leur équipier aux affaires non classées, se joue une version alternative du générique (au thème musical vocal et minimaliste ; brisant le quatrième mur en créditant non pas les acteurs, mais les personnages « Fox Mulder », « Dana Scully » et « Reggie Quelque Chose » qui est intégré aux plans par trucage ; et au tagline « La vérité est ailleurs ? ») et des scènes d'anciens épisodes retouchées et remontées pour intégrer Reggie comme un personnage principal à part entière des événements et de la diégèse de X-Files.
- Au travers de ces vidéos d'archives, réapparaissent brièvement pour l'occasion d'anciens personnages, comme Melvin et Byers (les deux autres membres décédés des Bandits solitaires avec Ringo), Clyde Bruckman (le véritable voyant de Voyance par procuration) ou encore le monstre contorsionniste et hépatophage Tooms. Dans cette version « réécrite » de l'histoire, c'est Reggie qui surprend Eddie Van Blundht changé en Mulder et en train d'entreprendre Scully sur le canapé dans La Queue du diable : lorsque Van Blundht reprend son apparence normale, Reggie l'abat sans sommation.
- L'idée de l'épisode peut être considérée dans l'hypothèse comme un brisement de quatrième mur.
- Dans sa discussion avec Mulder sur le vrai et le faux, ironiquement le Dr Ils fait une contrevérite par un Ipse dixit erroné, attribuant le « Celui qui contrôle le passé contrôle le futur. » de George Orwell à Orson Welles. Quand Mulder rend à César ce qui est à César en réattribuant la citation à Orwell, Ils laisse entendre de manière dédaigneuse que ce ne serait que temporaire (puisqu'il aurait le pouvoir de modifier cette vérité).
- L'ambulance dans le parking souterrain rappelle le véhicule d'SOS Fantômes. Le nom de l'établissement auquel il apparient est écrit au-dessus de la vitre arrière : « Spotnitz Sanitarium ».

### Épisode 5:Ghouli
- États-Unis /  Canada : 31 janvier 2018 sur Fox / CTV
- Suisse : 9 avril 2018 sur RTS Un
- France : 14 avril 2018 sur M6

- États-Unis : 3,64 millions de téléspectateurs[14] (première diffusion)
- Canada : 1 million de téléspectateurs[15] (première diffusion + différé 7 jours)
- France : 1,12 million de téléspectateurs[16] (première diffusion)

- Miles Robbins (William Mulder / Jackson Van De Kamp)
- William B. Davis (l'homme à la cigarette)
- Louis Ferreira (Inspecteur Costa)
- Madeleine Arthur (Sarah Turner)
- Sarah Jeffery (Brianna Stapleton)
- Ben Cotton (Monsieur Paulsen)
- Zak Santiago (Monsieur Green)
- François Chau (Peter Wong)
- Cameron Forbes (Docteur Harris)
- Sunita Prasad (Docteur Aliyeh Scholz)
- Keith Arbuthnot (Ghouli)
- Devon Alexander (Barista)
- Troy Anthony Young (Monsieur Van De Kamp)
- Robyn Bradley (Madame Van De Kamp)

- Le tagline change : « Vous voyez ce que je veux que vous voyiez ».
- Cet épisode marque la première réapparition du personnage William, le fils de Mulder et Scully qui avait été mis à l'adoption (par sa mère et Jeffrey Spender) dans l'épisode 16 de la saison 9.

### Épisode 6:Le Retour du monstre
- États-Unis /  Canada : 7 février 2018 sur Fox / CTV
- Suisse : 9 avril 2018 sur RTS Un
- France : 14 avril 2018 sur M6

- États-Unis : 3,74 millions de téléspectateurs[17] (première diffusion)
- Canada : 987 000 téléspectateurs[18] (première diffusion + différé 7 jours)
- France : 1,05 million de téléspectateurs[16] (première diffusion)

- Cory Rempel (Walter Skinner jeune)
- Brendan Patrick Connor (Shérif Mac Stenzler)
- James Pickens Jr. (Alvin Kersh)
- Haley Joel Osment (Davey James / John « Chaton » James jeune)
- Patrick Keating (Mendiant)
- Charles Andre (Ozzy Krager)
- Jeremy Jones (Sergent)
- Peter Hall (Docteur Matthew Wegweiser)
- Robert Mann (Hillbilly Ed)
- Zachary Choe (Garçon vietnamien)
- Shane Symons (L'autre marine)
- Johnson Phan (Quon)
- Jovan Nenadic (John « Chaton » James âgé)
- Rob Fournier (canonnier)
- Shawn Beaton (Le monstre)

- Le tagline change : « Une guerre n'est jamais terminée ».
- Cet épisode marque la première réapparition du personnage d'Alvin Kersh interprété par James Pickens Jr. depuis le finale de la saison 9.
- On apprend par Scully le second prénom de Skinner (Sergei), mais aussi son surnom au sein de son unité militaire pendant la Guerre du Viêt Nam : « l'Aigle ».
- Après Chris Owens (jeune Carl Gerhard Bush Spender/Jeffrey Spender), c'est au tour d'Haley Joel Osment d'interpréter à la fois un père dans sa jeunesse et son fils au même âge dans la série.

### Épisode 7:Rm9sbG93ZXJz
- États-Unis /  Canada : 28 février 2018 sur Fox / CTV
- Suisse : 16 avril 2018 sur RTS Un
- France : 21 avril 2018 sur M6

- États-Unis : 3,23 millions de téléspectateurs[19] (première diffusion)
- Canada : 1,130 million de téléspectateurs[20] (première diffusion + différé 7 jours)
- France : 995 000 téléspectateurs[13] (première diffusion)

- Candus Churchill (Shirley)
- Ashley Lambert (Voix originale du service client)
- Matt Corboy (Voix originale de la science)
- Sitara Attaie (Voix originale du service client E-Norm-Uz)
- Scott Higgs (Voix originale de la voiture Whipz)
- Kristen Cloke (Voix originale de Wendy)
- Nikita Wyllie (Voix originale de Gydz)

- Le titre est un code en base64 et signifie Followers (« suiveurs »). De même, le message à la fin du générique « VGhlIFRydXRoIGlzIE91dCBUaGVyZQ= » (The Truth is Out There ; « La vérité est ailleurs »).
- Le nom du restaurant japonais, フォロワー (en rōmaji « FOROWĀ »), est l'anglicisme de Follower (« suiveur »). Comme pour le titre de l'épisode, ce terme désigne sur Internet (plus spécifiquement, un dit « réseau social »), une personne recensée — qu'elle soit réelle ou, par exemple, un bot — comme s'intéressant et/ou se tenant ponctuellement informée des contenus ou activités virtuelles d'une autre physique ou morale (actions qui ont généralement une considération tacite de validation et de valeur sociales pour la suivie, et ne sont donc pas perçues péjorativement contrairement à celles du stalker).
- En excluant la dernière séquence, l'épisode fonctionne comme un huis clos, Mulder et Scully étant les seuls individus présents. Nonobstant les voix synthétiques, il n'y a pratiquement aucun dialogue et la musique extra-diégétique est, elle aussi, quasiment absente.
- Cet épisode-concept fonctionne sur le principe de l'anticipation, illustrant dans un futur plus ou moins proche la dégradation des rapports humains face à un excès de technologie et d'automatisation au quotidien, les travers et abus intrusifs du consumérisme et du cyberharcèlement contre l'individu, ainsi que les dangers de l'omniprésence d'une intelligence artificielle autonome et d'une dépendance envers elle, affranchie de toute intervention ou réglementation humaine.
- Scully utilise le nom de Queequeg (feu son chien, du harponneur de Moby Dick) comme mot de passe pour le système domotique de sa maison, et son code d'alarme est 0223 (comme sa date d'anniversaire, le 23 février). On apprend également son lieu de naissance (Annapolis).
- Lorsque Mulder par frustration et humour face aux échecs répétés d'une tentative de connexion informatique, fait mine de se poignarder puis s'éviscérer lui-même avec ses ciseaux, il singe grossièrement une méthode d'éventration effectuée au terme du seppuku, un ancien rituel japonais de suicide datant du XIIe siècle.
- Erreur technique : la cafetière électrique de Scully paraissant tout ce qu'il y a de plus classique (alimentée par prise et possédant un réservoir d'eau à remplissage manuel avec une capacité égale ou inférieure au récipient) et l'épisode ne comportant aucun phénomène à caractère paranormal, il est donc impossible qu'elle puisse autant déborder d'elle-même sans intervention humaine.
- Scully reçoit sur son système domotique une notification indiquant l'approche de l'anniversaire de Walter Skinner, ce qui situe les événements de l'épisode un peu avant le 3 juin. Elle reçoit également un rappel à dégeler du poulet pour la venue prochaine d'un certain « Scott » à dîner : une allusion humoristique à Scott Reynolds, ancien chanteur du groupe de punk rock ALL, qui avait posté en 2016 une vidéo sur Internet, Gillian Anderson, Please Go On A Date With Me[21], où il interprète une chanson qu'il a écrite pour inviter l'actrice interprète de Scully à sortir avec lui.
- Le portrait de This Man (déjà présent sur l'exemplaire de la photo des Bandits solitaires encadrée chez Mulder) est à nouveau visible, sur le tableau d'affichage du local de repos de l'usine où sont acculés Mulder et Scully.
- Le tableau du restaurant dans le premier plan de la dernière scène et qui fait écho, à ladite scène, au premier plan de Mulder et Scully au FOROWĀ (juste après le générique d'ouverture) et à l'épisode en général, est un détournement d'un véritable tableau : « Nighthawks », d'Edward Hopper (les trois hommes figurant originellement au comptoir avec la dame étant ici remplacés par des robots).
- Dans cette scène, Mulder reçoit sur son appareil un message énigmatique (avec « UFOs » en objet) de Harry Reid : « Le NYT est au courant concernant l'Advanced Aerospace Threat Identification Program [‹ Programme d’identification des menaces aérospatiales avancées ›]. S'ils vous trouvent… NIEZ TOUT. ». L'AATIP est un programme de recherche secret (au point qu'il aurait même souffert de problèmes de transparence au sein de son propre personnel) sur les OVNI que le Pentagone a effectué (et effectuerait toujours, selon un ancien employé).

### Épisode 8:Les Forces du mal
- États-Unis /  Canada : 7 mars 2018 sur Fox / CTV
- France : 14 avril 2018 sur M6
- Suisse : 16 avril 2018 sur RTS Un

- États-Unis : 3,46 millions de téléspectateurs[22] (première diffusion)
- Canada : 997 000 téléspectateurs[23] (première diffusion + différé 7 jours)
- France : 953 000 téléspectateurs[16] (première diffusion)

- Alex Carter (Chef Strong)
- Jason Gray-Stanford (Officier Eggers)
- Erin Chambers (Anna Strong)
- Roger Cross (Officier Wentworth)
- Sebastian Billingsley-Rodriguez (Andrew Eggers)
- Michael Q. Adams (Pasteur)
- Emma Oliver (Emily Strong)
- Sean Campbell (Officier Sean)
- Ken Godmere (Melvin Peter)
- Kwesi Ameyaw (Juge)
- Keith Arbuthnot (Monsieur Rigolo)
- John Perrotta (L'huissier)
- Philip Cabrita (Le citadin)
- Monique Durlan (La citadine)

- Le coyloup mentionné par Mulder, que Scully croit être une autre de ses exubérances, est une espèce hybride existante et avérée.
- L'épisode comporte une incohérence par rapport à l'évolution des personnages (probablement dû à un cliché scénaristique et une méconnaissance de la série) qui nuit à la continuité : après visite de la scène de crime, Scully (caricaturalement sceptique et paradoxalement, catholique assumée) nie catégoriquement à Mulder la possibilité de l'existence de la combustion spontanée ainsi que de tout phénomène qui toucherait au Diable et à la magie noire, ce qui contredit totalement les anciennes affaires (antérieures à la reprise de la série en 2016, comme celles de L'Incendiaire, La Main de l'enfer, Sanguinarium, Pauvre Diable ou encore La Morsure du mal) où ils (parfois même, Scully personnellement et seule comme dans L'Âme en peine) ont déjà été témoins, acteurs ou victimes, et de manière avérée et incontestée, de ces types de phénomènes.
- Les « Superbidules » vus à la télévision sont une parodie des Télétubbies, personnages de l'éponyme émission britannique pour la jeunesse.

### Épisode 9:Rien n'est éternel
- États-Unis /  Canada : 14 mars 2018 sur Fox / CTV
- Suisse : 16 avril 2018 sur RTS Un
- France : 21 avril 2018 sur M6

- États-Unis : 3,01 millions de téléspectateurs[24] (première diffusion)
- Canada : 861 000 téléspectateurs[23] (première diffusion + différé 7 jours)

- Micaela Aguilera (Olivia Bocanegra)
- Garrett Black (Le technicien)
- Carlena Britch (Juliet Bocanegra)
- Genevieve Buechner (Kayla)
- Jere Burns (Docteur Randolph Luvenis)
- Samuel Patrick Chu (Warren)
- Fabiola Colmenero (Josephine Bocanegra)
- Guy Fauchon (Docteur Dave)
- Nick Heffelfinger (Calvin)
- Aidan Kahn (Agent Colquitt)
- Albert Nicholas (Agent Bludworth)
- Nailya Red (Membre du culte)
- Fiona Vroom (Barbara Beaumont)

### Épisode 10:La Vérité est ailleurs,4epartie
- États-Unis /  Canada : 21 mars 2018 sur Fox / CTV
- Suisse : 16 avril 2018 sur RTS Un
- France : 21 avril 2018 sur M6

- États-Unis : 3,43 millions de téléspectateurs[25] (première diffusion)
- Canada : 1,017 million de téléspectateurs[26] (première diffusion + différé 7 jours)
- France : 638 000 téléspectateurs[13] (première diffusion)

- William B. Davis (L'Homme à la cigarette)
- Annabeth Gish (Monica Reyes)
- Chris Owens (Agent spécial Jeffrey Spender)
- James Pickens Jr. (Alvin Kersh)
- Barbara Hershey (Erika Price)
- Miles Robbins (William Mulder / Jackson Van De Kamp)
- Joel McHale (Tad O'Malley)
- Madeleine Arthur (Sarah Turner)
- Sarah Jeffery (Brianna Stapleton)